# TD Trump Deutschland
TD Trump Deutschland AG war ein im August 2000 gegründetes Gemeinschaftsunternehmen der Trump Inc. USA und der Marseille-Kliniken Hamburg. Ziel war die Vermarktung von Immobilien unter dem Namen Trump und das Errichten von Hochhäusern. Zu diesem Zweck verfügte das Unternehmen über das Namensrecht für sechs Jahre. Nach eigener Darstellung wurde das Unternehmen mit einem Stammkapital von 4 Mio. Euro je zur Hälfte von der Trump USA und den Marseille-Kliniken getragen. Die Leitung des Unternehmens übernahm Hans Ulrich Gruber, ein ehemaliger Vorstand des Thyssen-Konzerns. Zeitgleich war Gruber auch Vorstand der TD Artos AG zur Vermarktung von Fonds-Papieren unter dem Zeichen Trump, und Aufsichtsratsvorsitzender der Marseille-Kliniken AG. Donald Trump schied 2001 aus dem Aufsichtsrat aus. Die Einzahlung von 2 Mio. Euro in das Gemeinschaftsunternehmen durch Trump USA war Gegenstand eines Rechtsstreits in New York zwischen den beiden Gesellschaftern. Das Unternehmen wurde im April 2005 aufgelöst. Im Juni 2005 ermittelte die Staatsanwaltschaft wegen des Vorwurfs der Bilanzfälschung gegen die Marseille-Kliniken, da sie für die TD Trump Deutschland als hundertprozentige Tochter des Unternehmens vollständig habe einstehen müssen; Marseille bestritt den Vorwurf mit dem Hinweis, seit August 2000 sei Trump USA wieder als Gesellschafter mit einem 50-Prozent-Anteil eingestiegen.
Nachdem 2000/01 Hochhausprojekte in Berlin und Frankfurt am Main gescheitert waren (siehe Millennium Tower), wurden die Aktivitäten auf Stuttgart konzentriert, wo die Planungen für einen Trump Tower auf dem Pragsattel, mit ca. 250 Mio. Euro Investitionssumme, 55 Stockwerken und 220 Metern das höchste Gebäude Süddeutschlands, am weitesten fortschritten. Im Mai 2001 wurde das Projekt und im Oktober 2001 ein Entwurf Peter Schwegers präsentiert. In allen drei Städten erhielten die Vorhaben ein intensives Presse-Echo; in Stuttgart zweifelten die Zeitungen am Umfang der Beteiligung Donald Trumps. Der Gemeinderat, der die Finanzierung als nicht gesichert ansah, verweigerte dem Projekt am 21. Januar 2003 in einer Sitzung des beschließenden Ausschusses für Umwelt und Technik die Genehmigung. Zur Erstattung der Planungskosten wurde ohne Erfolg ein Prozess gegen die Stadt geführt.
Die Gremien zu dem Zeitpunkt, als das Projekt in Stuttgart aktiv betrieben wurde, waren wie folgt besetzt (die US-Vertreter erschienen nicht zu den Sitzungen):
| Vorstand Hans Ulrich Gruber |  | Aufsichtsrat Vertreter Marseille-Kliniken Ulrich Marseille (Vorsitz) Estella-Maria Marseille Hans-Hermann Tiedje | Vertreter Trump USA Donald Trump (stellvertretender Vorsitz) Dino S. Bradley George H. Ross |

## Belege
1. 1 2  Marco Dalan: Der Turmbau zu Schwaben. In: Die Welt, 14. Mai 2001.
2. ↑  Thomas Durchdenwald: Serie: Ablage P (4). Der Trump Tower – eine Luftnummer. In: Stuttgarter Zeitung, 2. Januar 2010 (Seite 2).
3. ↑  Nebenwerte Marseille-Kliniken: Aktie ringt um Aufwärtstrend. In: Frankfurter Allgemeine Zeitung, 8. Juni 2005.
4. ↑  Sabine Beikler: Hochhäuser in Berlin: Ein Trump-Tower für den Alex. In: Der Tagesspiegel, 8. November 2000; Peter Brinkmann: Frankfurt will Berlin Trump-Tower klauen. In: Berliner Kurier, 17. November 2000; Trump Tower wird in Frankfurt gebaut. In: Allgemeine Hotel- und Gastronomie-Zeitung, 20. Oktober 2001.
5. ↑  Swantje-Britt Körner: Architektur. Europas erster Trump-Tower setzt auf Sicherheit. In: Frankfurter Allgemeine Zeitung, 25. Oktober 2001.
6. ↑  Stuttgart vs. Trump: Gericht entscheidet - kein Schadenersatz an Trump. (Memento des Originals vom 30. Oktober 2016 im Internet Archive)  Info: Der Archivlink wurde automatisch eingesetzt und noch nicht geprüft. Bitte prüfe Original- und Archivlink gemäß Anleitung und entferne dann diesen Hinweis. In: Shortnews, 24. März 2004.